# Johnny Rapid
Johnny Rapid, de son vrai nom Hylan Anthony Taylor, est un acteur pornographique américain de l'industrie gay, né le 26 août 1992 à Conyers (Géorgie, États-Unis).
Il travaille exclusivement pour le site Men.com, qui l'a rendu célèbre.

## Biographie
Hylan Anthony Taylor est né le 26 août 1992 à Conyers, près d'Atlanta en Géorgie (États-Unis).
Adolescent, il aurait été un garçon assez banal, passionné de voitures, et pratiquant la boxe. Il est diplômé de la Rockdale District School en 2010.
Les études n'étant pas vraiment son fort, et venant d'un milieu modeste, il entre rapidement dans la vie active et vit de petits boulots alimentaires. Tout bascule quand, à dix-huit ans, il perd son travail en plein été. Lassé d'un manque de perspective qui le ronge, il parcourt le web en quête d'idées. En consultant plusieurs articles, il se dit que tourner du porno pourrait constituer un bon moyen pour se faire de l'argent rapidement.
Le jour de ses dix-huit ans, il se rend dans un studio pornographique gay pour auditionner, après avoir répondu à une annonce sur Internet. Les agents sont impressionnés par ses compétences, son jeune âge et son physique, et l'engagent immédiatement. Le mercredi suivant marque le début de sa carrière.
Invité à trouver un pseudonyme, il choisit le faux prénom Johnny (« car c'est le genre de prénom que l'on retient facilement », dit-il) et Rapid en clin d'œil à ses activités de boxeur où il se démarque par sa réactivité et sa vitesse : Hylan Taylor devient ainsi Johnny Rapid et, en seulement quelques semaines, l'une des stars du porno gay les plus recherchées et les plus célèbres du moment.
Avant de construire sa carrière productive chez Men.com, il réalise aussi plusieurs scènes chez les studios Boys First Time et Bukkake Boys. Chez le premier, il fait ses débuts dans une scène intitulée Rapid Fire, qui sort le 23 décembre 2011. Une autre scène est filmée le 2 janvier 2012 et sort le 17 février 2012 sous le titre Dick Dance. Chez Bukkake Boys, il réalise environ neuf scènes qui sortent à la fin de l'année 2011 et en 2012.

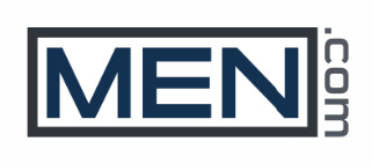
Logo de Men.com

Il reste ensuite chez Men.com, dont il devient rapidement l'acteur vedette. Au cours de carrière prolifique, il réalise plus de 190 scènes et devient le modèle le mieux payé de l'industrie du porno gay, devenant le visage et l'image de marque du site Men.com.
En 2013, il joue le rôle de Charlie David dans le film I'm a Porn Star, avec Brent Everett, Colby Jansen et Rocce Reed, en tant que l'un des principaux interviewés. Il devient également l'un des modèles d'Andrew Christian, qui crée des sous-vêtements destinés à une clientèle gay. Il pose pour lui pour des publicités : Waking Up with Johnny Rapid (avril 2013) et Studburbia (juillet 2013).
En janvier 2015, il bénéficie d'une encore plus grande couverture médiatique lorsque Men.com offre publiquement 2 millions de dollars au chanteur canadien Justin Bieber, afin de tourner une scène pornographique avec Johnny Rapid. L'offre, diffusée sur Youtube, intervient peu de temps après la sortie de photos de Justin Bieber pour la campagne publicitaire de Calvin Klein. Le chanteur n'a jamais répondu.
En 2017, il est l'un des acteurs les plus recherchés sur le portail Pornhub dans la catégorie pornographie gay.

## Vie privée
Discret sur sa vie privée, Johnny Rapid s'est défini d'abord comme hétérosexuel, puis bisexuel : il est un acteur gay for pay (« homosexuel pour l'argent »). Il est marié à Angie Lynn Blankenship depuis 2010, avec qui il a une fille.
En décembre 2014, il est arrêté pour agression présumée sur sa femme, qui a refusé d'organiser un trio avec une autre fille, ayant appris qu'elle était mineure. Il sort de prison après avoir purgé une seule journée d’emprisonnement, en payant une caution de 2 500 dollars.

## Filmographie[5],[1]

### ChezBoys First Time
- Johnny Rapid and Preston (2011)
- Rapid Fire (2011)
- Dick Dance (2012)

### ChezBukkake Boys
- Bukkake Boys: Preston Drake (2011)
- Cameron Davis' Christmas Wish (2011)
- Legacy of Bukkake (2011)

### ChezMen.com
- Tyler St. James and Johnny Rapid (9 novembre 2011)
- Tony Paradise and Johnny Rapid (16 novembre 2011)
- Prison Shower (22 décembre 2011)
- Glory Hole (24 décembre 2011)
- Games Gone Wild (16 janvier 2012)
- Room Service (26 janvier 2012)
- Rub Me Down (28 janvier 2012)
- Johnny's Hole (10 mars 2012)
- Day Laborer (25 avril 2012)
- Bounty Hunter DP (29 avril 2012)
- Mechanic Meltdown (6 mai 2012)
- Substitute Teacher Initiation (11 mai 2012)
- Blackboard Outline (18 mai 2012)
- 3 Way No Way (19 mai 2012)
- Back Seat Romeos (2 juin 2012)
- Sebastian Keys Gang Bang (15 juin 2012)
- Car Wash (20 juin 2012)
- Winning Ball (29 juin 2012)
- Drill Sergeant (6 juillet 2012)
- Gang Surprise Inspection (13 juillet 2012)
- Door to Door (15 juillet 2012)
- D8 Night (28 juillet 2012)
- Cold Shower (2 août 2012)
- Hazing Ritual (3 août 2012)
- Special Delivery (4 août 2012)
- Gay Boat (10 août 2012)
- I Wanna Watch (18 août 2012)
- Clean Up Time (25 août 2012)
- Construction Junction (31 août 2012)
- The Wrestling Trophy (19 septembre 2012)
- The Red Room (21 septembre 2012)
- Secret Stash (26 septembre 2012)
- The Wrong House (13 octobre 2012)
- The Closet (20 octobre 2012)
- Return of the Night Stick (4 novembre 2012)
- Prison Shower 2 (22 novembre 2012)
- Home Invasion (29 novembre 2012)
- Holding Cell (2 décembre 2012)
- Hot Tub Story (15 décembre 2012)
- Prison Shower 3 (22 décembre 2012)
- Johnny in a Box (23 décembre 2012)
- Turn Me into a Whore (3 janvier 2013)
- Peeping Tom (26 janvier 2013)
- Prison Shower 4 (28 février 2013)
- Major League (6 mars 2013)
- The Bet (23 mars 2013)
- Seducing the Professor 2 (10 avril 2013)
- Johnny in a Box 2 (25 avril 2013)
- Tops Only Required (3 mai 2013)
- Lessons from my Step Dad (16 mai 2013)
- Pool Shark (25 mai 2013)
- Hometown Return (1er juin 2013)
- Men Caught on Video (2 juin 2013)
- The Extra (16 juin 2013)
- Football Fuckdown (22 juin 2013)
- Best of Rafael Alencar (25 juin 2013)
- Broken English (11 juillet 2013)
- The Brotherhood of the Traveling Underwear (17 juillet 2013)
- Pervy Professor (31 juillet 2013)
- Johnny in a Box: The Escape (9 août 2013)
- School's Out (14 août 2013)
- Going West (16 août 2013)
- The TA (22 août 2013)
- Extreme Men (6 septembre 2013)
- The House (27 septembre 2013)
- He Got Hot (4 octobre 2013)
- Father Figure (13 octobre 2013)
- Not in Public (26 octobre 2013)
- Johnny Rapid: Power Bottom (29 octobre 2013)
- Locked In (8 novembre 2013)
- Experimenting with Pleasures (29 novembre 2013)
- The Pledges (8 décembre 2013)
- Daddy's Club (19 décembre 2013)
- XXXMas (24 décembre 2013)
- There's Something about Johnny (4 janvier 2014)
- Yoga Pants (18 février 2014)
- College John (12 mars 2014)
- Instinctive Masters (16 mars 2014)
- Repeat Offender (23 mars 2014)
- Stepfather's Secret (4 avril 2014)
- Bros Who Fuck (13 avril 2014)
- The Blogger (25 avril 2014)
- Muscle Worship (2 mai 2014)
- Cam Play 2 (9 mai 2014)
- Blind (24 mai 2014)
- Service My Room (26 mai 2014)
- Happy Hour Sex (1er juin 2014)
- Last One Standing (15 juin 2014)
- Cheating Loophole (22 juin 2014)
- Houseboy (17 juillet 2014)
- A Separate Cock (5 août 2014)
- The Legacy (12 août 2014)
- The Square Off (23 août 2014)
- Zeb Atlas: Muscle God (26 août 2014)
- The New Exclusive: Bennett Anthony (5 septembre 2014)
- The Shut In (11 septembre 2014)
- Tour of Duty (15 septembre 2014)
- Tyler St. James Muscle Fantasy (23 septembre 2014)
- Scouts (12 octobre 2014)
- My Brother in Law (13 novembre 2014)
- Bad Boy boot Camp (24 novembre 2014)
- Intrusive Instructor (30 novembre 2014)
- Stepfather's Secret: The Reunion (20 janvier 2015)
- Not Brothers Yet (30 avril 2015)
- Behind the Bleachers (1er mai 2015)
- My New Stepdad Is a Pervert (2 mai 2015)
- Double Booked (3 mai 2015)
- My Best Friend's Husband (29 mai 2015)
- The Sit Down (3 juin 2015)
- Dick Barber (27 juin 2015)
- Gay of Thrones (11 juillet 2015)
- Ass Play 101 (23 juillet 2015)
- Reconciled (1er août 2015)
- Losing My Innocence (4 août 2015)
- Recruiting (8 août 2015)
- Son of a Preacher Man (21 août 2015)
- Johnny Juice (29 août 2015)
- Teacher's Surprise (5 octobre 2015)
- Pride Atlanta (10 octobre 2015)
- Johnny and the Giant (24 octobre 2015)
- My Neighbor's Son (26 octobre 2015)
- Stealth Fuckers (3 novembre 2015)
- A Guide to Sex in Prison (21 novembre 2015)
- Stop In (28 novembre 2015)
- Men at Sea (13 décembre 2015)
- Gym Stalker (2 janvier 2016)
- I'm Leaving You (24 janvier 2016)
- The Jack Off Tape (6 avril 2016)
- The Tank (24 mai 2016)
- Stealing Johnny (3 juin 2016)
- Message Intercepted (15 juin 2016)
- Cheating Husband (6 juillet 2016)
- Twink Master (10 juillet 2016)
- Hired (3 août 2016)
- 5 Years in the Making (19 août 2016)
- Vacation Better (29 août 2016)
- Fuckemon Go: A Gay XXX Parody (1er septembre 2016)
- I See You (6 septembre 2016)
- Fauxtographer (20 septembre 2016)
- Online Identity (27 septembre 2016)
- Pop Star: A Gay XXX Parody (1er septembre 2016)
- The Flash: A Gay XXX Parody (27 octobre 2016)
- Pirates: A Gay XXX Parody (26 mai 2017)
- Peepers (18 juin 2017)
- A Tale of 2 Pornstars (22 juillet 2017)
- Video Chat Meltdown (30 juillet 2017)
- Hands on Learning (6 août 2017)
- Daddy's Secret (19 août 2017)
- Second Time (28 août 2017)
- First Date Fuck (24 septembre 2017)
- Neighborhood Pervert (10 novembre 2017)
- Pool Dick (17 novembre 2017)
- Just Dick League: A Gay XXX Parody (24 novembre 2017)
- May I Join You? (23 décembre 2017)
- Fleshjack in the Flesh (3 février 2018)
- Be Still (10 février 2018)
- Ass Controller (24 février 2018)
- Daddy's Dungeon (7 mars 2018)
- Pranksters (9 mars 2018)
- Destined (10 avril 2018)
- Late Bloomer (10 mai 2018)
- Johnny's Find (6 juillet 2018)

### Autres
- Waking Up with Johnny Rapid (avril 2013), chez Andrew Christian
- Studburbia (juillet 2013), chez Andrew Christian
- I'm a Porn Star (16 septembre 2014), chez Border2Border Entertainment
- Johnny Goes Bareback (2015), chez Bromo
- Johnny Goes Bareback Again (2016), chez Bromo

## Récompenses
- 2013 : Cybersocket Web Awards : Best Porn Star
- 2014 : Cybersocket Web Awards : Best Porn Star
- 2014 : Grabby Awards : Best Actor
- 2014 : Prowler Porn Awards : Best International Porn Star
- 2015 : Cybersocket Web Awards : Best Porn Star
- 2015 : Grabby Awards : Hottest Bottom, Web Performer of the Year, Best Duo

Le magazine gay français Têtu l'a classé parmi les dix meilleures stars du porno en 2013.